# North Reston
North Reston – wieś w Anglii, w Lincolnshire. W 1961 roku civil parish liczyła 36 mieszkańców.